# The Reckoning - Percorsi criminali
The Reckoning - Percorsi criminali (The Reckoning) un film del 2002 diretto da Paul McGuigan, con protagonisti Paul Bettany e Willem Dafoe. La pellicola è tratta dal romanzo di Barry Unsworth, Lo spettacolo della vita del 1995.

## Accoglienza
Sul sito Rotten Tomatoes la pellicola ha ottenuto solo il 40% di critiche positive su 88 recensioni, con un voto di 5,6 si 10.
Il film ha incassato 257 milioni di dollari negli Stati Uniti.